# Storchschnabelliest
Der Storchschnabelliest (Pelargopsis capensis) oder Gurial ist eine in Asien vorkommende Eisvogelart. 

## Merkmale
Der Storchschnabelliest erreicht eine Körpergröße von 35 cm. Er hat einen großen roten Schnabel und einen bräunlichen Kopf. Der Hals und das
Brustgefieder sind cremefarbig, die Flügeloberseiten sind blaugrün gefärbt.

## Vorkommen und Lebensraum
Das Verbreitungsgebiet des Storchschnabelliest reicht von Indien 
bis nach Indonesien und den Philippinen.
Sein Lebensraum liegt sowohl an bewaldeten Ufern von Binnengewässern als auch am Meer.

## Unterarten
Mindestens 13 Unterarten wurden beschrieben, darunter:
- P. c. burmanica Sharpe, 1870 – kommt in Myanmar bis zum Isthmus von Kra vor.
- P. c. capensis (Linnaeus, 1766) – kommt von Nepal über Indien bis Sri Lanka vor.
- P. c. cyanopteryx (Oberholser, 1909) – ist auf Sumatra, Bangka, Belitung und Borneo verbreitet.
- P. c. floresiana Sharpe, 1870 – ist auf Bali, Lombok, Sumbawa und Flores verbreitet.
- P. c. gigantea Walden, 1874 – ist auf dem Sulu-Inseln verbreitet.
- P. c. gouldi Sharpe, 1870 – kommt in den Nord-Philippinen vor.
- P. c. intermedia Hume, 1874 – ist auf den Nikobaren verbreitet.
- P. c. javana (Boddaert, 1783) – kommt auf Java vor.
- P. c. malaccensis Sharpe, 1870 – kommt auf der Malaiische Halbinsel, den Riau-Inseln und Lingga-Inseln vor.
- P. c. osmastoni (Baker, ECS, 1934) – kommt auf den Andamanen vor.
- P. c. simalurensis Richmond, 1903 – kommt auf Simeuluë nordwestlich von Sumatra vor.
- P. c. sodalis Richmond, 1903 – ist auf den Banyak-Inseln nordwestlich von Sumatra verbreitet.
- P. c. innominata (van Oort, 1910) – ist auf Borneo verbreitet.

## Nahrung
Die Nahrung des Storchschnabelliest ist vielfältig: kleinere Fische, Krustentiere, Amphibien, kleine Reptilien, Jungvögel, Insekten.